# Stephen Burpee Appleby
Pour les articles homonymes, voir Appleby.
Stephen Burpee Appleby (1836-1903), était un avocat et un homme politique canadien du Nouveau-Brunswick.

## Biographie
Stephen Burpee Appleby naît en 1836 à Florenceville. Il suit des études de Droit et entre au Barreau du Nouveau-Brunswick en 1869. Il se lance en politique et est élu député fédéral libéral de la circonscription de Carleton le 22 janvier 1874 lors des élections de 1874, mais est battu lors de celles de 1878.
Appleby meurt le 10 décembre 1903.